# TCGビル
TCGビル（ティースィージービル）は、東京都港区芝にあるビル。1966年に松下電工田町ビルの名称で竣工し、興和田町ビルを経てTCGビルとなった。その後2019年より解体され、2023年に地上16階建ての新社屋に建て替えられる。

## 概要
- 1966年に松下電工(現・パナソニック電工を経てパナソニック)の東京地区の拠点として鹿島建設の施工によって建設された。ガラス張りの外観は長らく道行く人々や、京浜東北線・山手線・東海道新幹線を走行している電車の車窓などからも目立っていた。
- 2007年に松下電工の経費削減に伴うリストラの一環で興和不動産に売却され、「興和三田ビル」に名を改めた。
- 2011年には、高松コンストラクショングループに売却され、「TCGビル」と名を再び改め、2019年に解体されるまで高松コンストラクショングループの東京地区の拠点として使用していた。
- 2019年5月には老朽化のための解体工事が開始。2023年5月10日に新TCGビルが竣工。

## 主なテナント
2019年4月時点でのテナント
- 髙松コンストラクショングループ 東京本社

### 髙松建設グループ
- 髙松建設 東京本社
- 髙松テクノサービス(東京) 本社
- 髙松エステート(東京) 本社
- 金剛組 東京支店
- JPホーム 本社・東京本店
- 住之江工芸 東京支店

### 青木あすなろ建設グループ
- 青木あすなろ建設 本社・東京本店
- 東興ジオテック 本社
- みらい建設工業 本社